# Мільйон років до нашої ери (фільм, 2004)
«Мільйон років до нашої ери» (фр. RRRrrrr !!!) — французька кінокомедія 2004 року режисера Алена Шаби.

## Сюжет
35 тисяч років до нашої ери. Племена брудноволосих і чистоволосих ось вже 800 років безуспішно воюють між собою. Все йде своєю чергою до тих пір, поки не трапляється страшне — вбивство. Перше вбивство в історії людства. Розумово відсталий вождь племені Чистого Волосся доручає розслідувати цей дикий і безглуздий (який сенс вбивати того, хто і так рано чи пізно помре?) вчинок двом своїм одноплемінникам — блондину і кучерявому.

## У ролях
- Марина Фоїс — Рі, дочка вождя брудноволосих
- Жерар Депардьє — вождь брудноволосих
- Моріс Бартелемі — вождь чистоволосих
- Ален Шаба — чаклун
- П'єр-Франсуа Мартін-Лаваль — кучерявий
- Жан-Поль Рув — блондин
- Еліза Ларніколь — дружина вождя
- Паскаль Вінсан — нічник
- Валері Лемерсьє — викладачка в школі швей
- Марусія Дюбревіль — учениця школи швей
- Дем'єн Жульєро — мисливець 1
- Самір Гуесмі — мисливець 2
- Жан Рошфор — Люсі, старий вождь брудноголових
- Домінік Фарруджія — продавець у магазині дубинок